# Зофянка
Зофянка (пол. Zofianka) — село в Польщі, у гміні Понятова Опольського повіту Люблінського воєводства.
Населення — 209 осіб (2011).

## Демографія
Демографічна структура станом на 31 березня 2011 року:
|          | Загалом | Допрацездатний вік | Працездатний вік | Постпрацездатний вік |
| -------- | ------- | ------------------ | ---------------- | -------------------- |
| Чоловіки | 102     | 33                 | 59               | 10                   |
| Жінки    | 107     | 20                 | 61               | 26                   |
| Разом    | 209     | 53                 | 120              | 36                   |